# 小舞子站
小舞子站（日语：／ Komaiko eki */?）是位於石川縣白山市湊町，屬於IR石川鐵道的IR石川鐵道線車站。

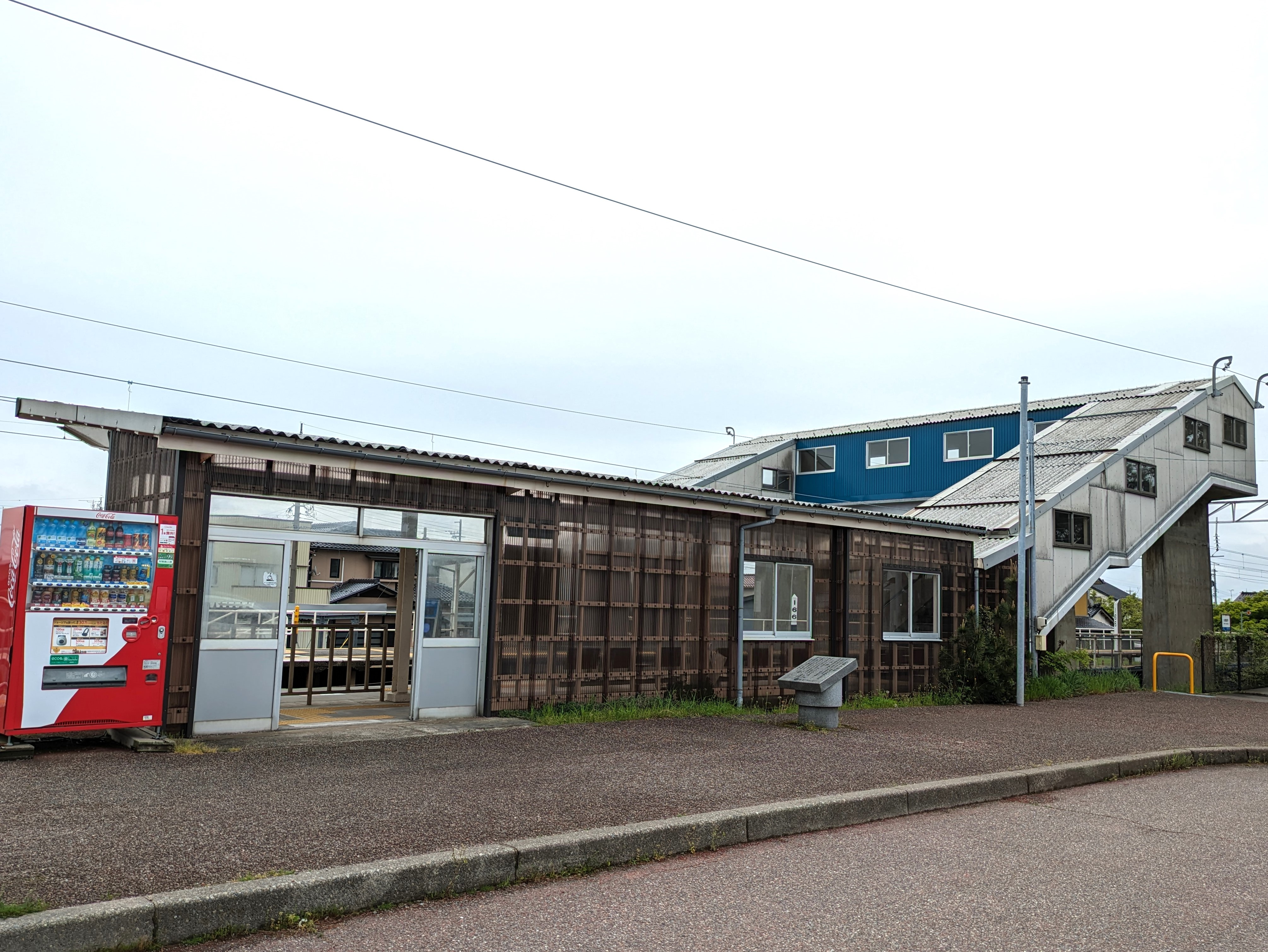
下行月台側的出入口（2024年4月）

## 車站構造
此站是地面車站，設有2面2線的相對式月台。由於站內沒有設置轉轍器或絶對信號機，因此本站被分類為停留所。上行月台側設有平房大廳，下行月台側設有出入口。兩月台之間透過跨線橋連接。此站是由小松站管理的無人車站，站內設有自動售票機。

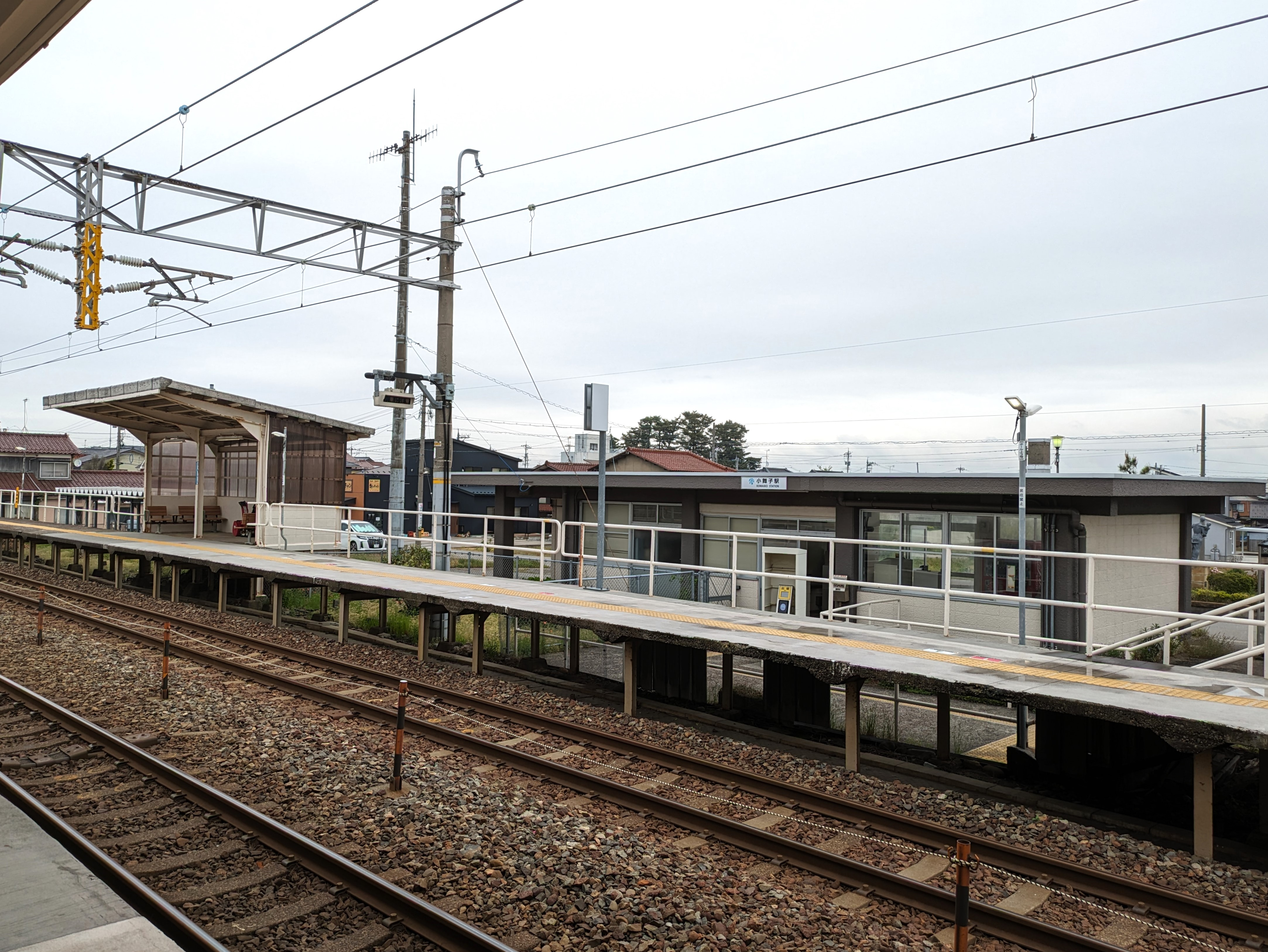
上行月台（2024年4月）

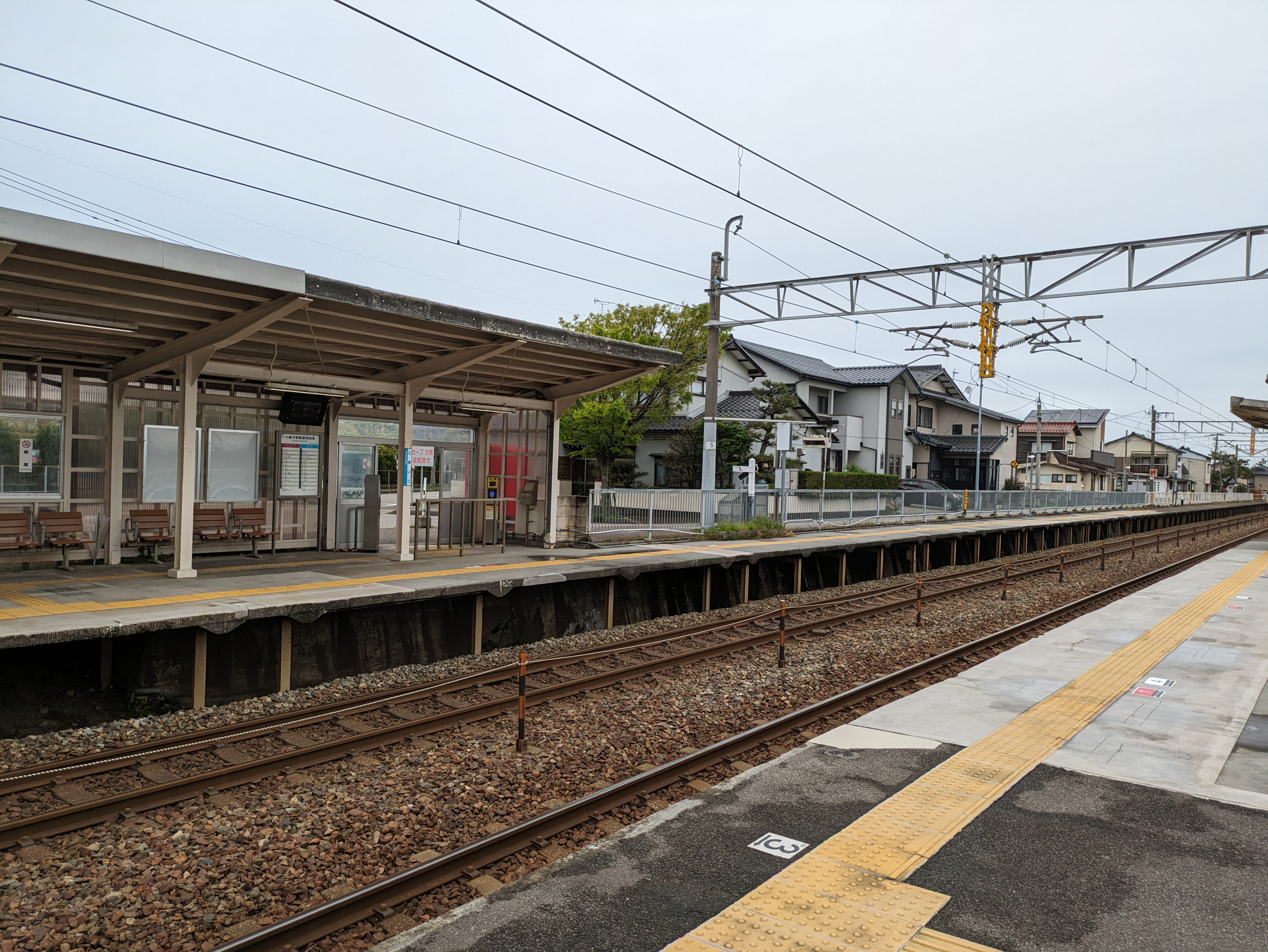
下行月台（2024年4月）

### 月台
| 月台 | 路線          | 上下行 | 方向           |
| ---- | ------------- | ------ | -------------- |
| 1    | ■IR石川鐵道線 | 上行   | 小松、福井方向 |
| 2    | ■IR石川鐵道線 | 下行   | 金澤方向       |

- 在2018年後，此站開始編排月台編號。
- 關於接近警告機發出的音樂，1號月台為蘇格蘭民謠《安妮蘿莉（日语：アニーローリー）》，2號月台為《杜鵑圓舞曲》。

## 歷史
- 1903年7月11日：官設鐵道北陸線小松站至美川站之間開設小舞子臨時停車站'[1]。臨時停車站即是現時的臨時車站，此站只會在夏季海水浴場開放時營業。
- 1909年10月12日：制定路線名稱，此站成為北陸本線車站。
- 1964年4月10日：車站升格為常設車站，名為小舞子站（旅客車站）。
- 1971年10月1日：成為無人車站。終止行李起卸業務。
- 1987年4月1日：伴隨國鐵分割民營化，車站由西日本旅客鐵道（JR西日本）營運。
- 2017年4月15日：此站可以使用ICOCA[2][3]。
- 2024年3月16日：隨北陸新幹線延伸至敦賀，車站改由IR石川鐵道營運。

## 使用狀況
根據「白山市統計書」，以下列出近年1日平均乘車人次：
| 年度   | 1日平均 乘車人次 |
| ------ | ---------------- |
| 2000年 | 397              |
| 2001年 | 381              |
| 2002年 | 364              |
| 2003年 | 343              |
| 2004年 | 327              |
| 2005年 | 313              |
| 2006年 | 308              |
| 2007年 | 296              |
| 2008年 | 306              |
| 2009年 | 286              |
| 2010年 | 282              |
| 2011年 | 287              |
| 2012年 | 296              |
| 2013年 | 312              |
| 2014年 | 289              |
| 2015年 | 300              |
| 2016年 | 308              |
| 2017年 | 299              |
| 2018年 | 282              |
| 2019年 | 266              |
| 2020年 | 237              |
| 2021年 | 242              |
| 2022年 | 242              |

## 車站周邊
- 美川湊町郵局
- 願隆寺
- 今湊神社
- 白山市立湊小學
- 湊Refresh中心
- DIC北陸工廠
- 昭和精工總部、鑄造工場、機械工場、組裝工場
- 小舞子海岸 - 日本海岸百選（日语：日本の渚百選）之一[6]，是本站站名的由來。小舞子海岸因為景觀與兵庫縣神戶市垂水區的舞子海岸相近而得名[7]。
- 手取川

## 相鄰車站
IR石川鐵道
■IR石川鐵道線
能美根上－小舞子－美川

## 外部連結
- 小舞子站 - IR石川鐵道 （页面存档备份，存于）（日語）